# Condado de Noble (Ohio)
El condado de Noble (en inglés: Noble County), fundado en 1851, es uno de 92 condados del estado estadounidense de Ohio. En el año 2000, el condado tenía una población de 14,058 habitantes y una densidad poblacional de 14 personas por km². La sede del condado es Caldwell. El condado recibe su nombre en honor a Warren P. Noble. 

## Geografía
Según la Oficina del Censo, el condado tiene un área total de 1,048 km², de la cual 1,033 km² es tierra y 14 km² (1.38%) es agua.

### Condados adyacentes
- Condado de Guernsey (norte)
- Condado de Belmont (noreste)
- Condado de Monroe (este)
- Condado de Washington (sur)
- Condado de Morgan (oeste)
- Condado de Muskingum (noroeste)

## Demografía
Según la Oficina del Censo en 2000, los ingresos medios por hogar en el condado eran de $32,940, y los ingresos medios por familia eran $38,939. Los hombres tenían unos ingresos medios de $30,911 frente a los $20,222 para las mujeres. La renta per cápita para el condado era de $14,100. Alrededor del 11.40% de la población estaban por debajo del umbral de pobreza.

## Municipalidades

### Ciudades
- Zanesville

### Villas
| - Batesville - Belle Valley | - Caldwell - Dexter City | - Sarahsville - Summerfield |

### Lugares designados por el censo
- North Zanesville
- Pleasant Grove

### Áreas no incorporadas
- Ava
- East Union
- Harriettsville

### Municipios
El condado de Noble está dividido en 15 municipios:
| - Beaver - Brookfield - Buffalo - Center - Elk | - Enoch - Jackson - Jefferson - Marion - Noble | - Olive - Seneca - Sharon - Stock - Wayne |